# Jambo Rambong
Jambo Rambong is een bestuurslaag in het regentschap Aceh Tamiang van de provincie Atjeh, Indonesië. Jambo Rambong telt 1138 inwoners (volkstelling 2010).